# Szczeniackie wojsko
Szczeniackie wojsko (oryg. Major Payne) – film z 1995 roku w reżyserii Nicka Castle’a. 

## Fabuła
Film ten opowiada o komandosie, który trafia do Madison Academy - prywatnej szkoły dla kadetów. Ma za zadanie w ciągu ośmiu tygodni przygotować oddział niezdyscyplinowanych kilkunastoletnich chłopców do pucharowych zawodów międzyszkolnych. Major wprowadza surowe zasady i żelazną dyscyplinę. Kiedy podopieczni lekceważą go, każe ich ogolić na łyso i poddaje morderczemu treningowi. Niebawem nastolatkowie zmieniają się w prawdziwą jednostkę militarną. Na krótko przed zawodami Payne otrzymuje propozycję udania się z misją specjalną do Bośni.

## Obsada
- Andrew Leeds – kadet Dotson
- Orlando Brown – kadet Tiger Dunne
- R. Stephen Wiles – kadet Heathcoat
- Chris Owen – kadet Wuliger
- Steven Martini – kadet Alex Stone
- Michael Ironside – por. Colonel Stone
- William Hickey – Dr. Phillips
- Damon Wayans – major Payne
- Albert Hall – generał Decker
- Karyn Parsons – Emily Walburn
- Tommy Wiles - kadet